# Nižný Slavkov
Nižný Slavkov (Hongaars: Alsószalók) is een Slowaakse gemeente in de regio Prešov, en maakt deel uit van het district Sabinov.
Nižný Slavkov telt 816 inwoners.